# Temporada 2015 de segunda división Liga Saesa
La Temporada 2015 de segunda división de la Liga Saesa será la número 2 edición de la historia de la competición chilena de baloncesto. El campeonato comenzó el 24 de abril de 2015. La disputarán 8 equipos cada una con equipos de las regiones de La Araucanía, Los Ríos y Los Lagos. El formato será todos contra todos en 2 ruedas dando paso a los play off, y a las finales respectivamente. El campeón de la Temporada 2015 de segunda división Liga Saesa será campeón de esta categoría y ascenderá al torneo de primera división 2016, mientras que el último de la primera división desciende a la segunda respectivamente.
El día miércoles 22 de abril, y a solo 3 días del debut de la temporada 2015 de la libsur, el Volcán Calbuco ubicado entre la comuna de Puerto Montt y Puerto Varas entró en erupción alrededor de las 18:00 horas de ese mismo día. la Coordinación Liga Saesa publicó un comunicado en las redes sociales producto de esto, suspendiendo partidos de la primera fecha en las ciudades de Valdivia, Osorno, Puerto Varas, Calbuco, Ancud y Castro. Y solo se mantiene programación en las ciudades de Gorbea y Carahue. Dichos partidos serán reprogramados con acuerdo previo entre los clubes afectados. El jueves 30 de abril el Volcán Calbuco entró nuevamente en erupción, suspendiendo los partidos de CD Lautaro vs CEM Calbuco y COL. Alemán vs CD Castro. Los partidos pendientes de la primera fecha, serán jugados el día jueves 21 de mayo en todas sus categorías.

## Sistema de campeonato
La temporada comienza con la fase regular, play off, y enseguida las finales. A su vez la fase regular está dividida en primera rueda y segunda rueda.

### Fase regular
En primera instancia la temporada regular se dividirá en 2 ruedas enfrentándose todos contra todos en partidos de ida y vuelta, de están manera se escogerán los equipos que clasifican a play off.

### Play Off
Se jugaran al mejor de 3 partidos en el formato 1-2 a partir del sábado 1 de agosto y finalizara el domingo 9 del mismo mes. Los equipos que llegan a esta instancia son los 4 que mejor se posicionaron en la tabla general de temporada regular. Los equipos se ordenaran dependiendo la tabla de temporada regular, el primero se enfrentara al cuarto formando la primera llave y el segundo con el tercero formaran la segunda llave. Luego los 2 ganadores de las llaves disputarán las finales que tendrán el mismo formato que la semifinal. Se llevaran a cabo a partir del sábado 15 hasta el domingo 23 de agosto de ser necesario un tercer partido.
El que se corone campeón de la temporada 2015 de segunda división, accederá a jugar la siguiente temporada en primera división 2016 de Liga Saesa.

## Tabla General
Clave: Pts: Puntos; PJ: Partidos jugados; PG: Partidos ganados; PP: Partidos Perdidos; Dif: diferencia puntos a favor y en contra.

### Primera Rueda-Temporada Regular
Fecha de actualización: 26 de julio de 2015
| Pos | Equipo             | Pts | PJ | PG | PP | Dif  |
| --- | ------------------ | --- | -- | -- | -- | ---- |
| 1   | A.B. Temuco Ñielol | 28  | 14 | 14 | 0  | 392  |
| 2   | C.D. Achao         | 25  | 14 | 11 | 3  | 172  |
| 3   | C.D. Lautaro       | 24  | 14 | 10 | 4  | 199  |
| 4   | Municipal Loncoche | 21  | 14 | 7  | 7  | 19   |
| 5   | C.D. Carahue       | 20  | 14 | 6  | 8  | -71  |
| 6   | C.M Gorbea         | 18  | 14 | 4  | 10 | -187 |
| 7   | CDS Osorno         | 14  | 14 | 2  | 12 | -414 |
| 8   | C.E.M.Calbuco      | 13  | 14 | 2  | 12 | -110 |

| C.E.M.Calbuco | 71 - 84 | C.D. Achao         | Fiscal Calbuco                      | 25 de abril | 20:00 |
| C.M Gorbea    | 66 - 60 | Municipal Loncoche | Las Salinas                         | 25 de abril | 20:00 |
| CDS Osorno    | -       | C.D. Lautaro       | Monumental María Gallardo Arismendi | 25 de abril | 20:00 |
| C.D. Carahue  | 68 - 72 | A.B. Temuco Ñielol | Monumental Olimpo                   | 25 de abril | 20:00 |

| C.D. Achao         | 74 - 90  | A.B. Temuco Ñielol | Gimnasio Municipal | 2 de mayo | 19:00 |
| C.M Gorbea         | 34 - 42  | C.D. Carahue       | Las Salinas        | 2 de mayo | 20:00 |
| C.D. Lautaro       | 97 - 70  | C.E.M.Calbuco      | [[ ]]              | 2 de mayo |       |
| Municipal Loncoche | 102 - 74 | CDS Osorno         | Gimnasio Municipal | 2 de mayo | 20:00 |

| CDS Osorno         | 51 - 101 | C.D. Achao         | Monumental María Gallardo Arismendi | 9 de mayo | 20:00 |
| C.E.M.Calbuco      | 83 - 65  | C.M Gorbea         | Gimnasio Fiscal                     | 9 de mayo | 20:00 |
| C.D. Carahue       | 67 - 76  | Municipal Loncoche | Municipal Olimpo                    | 9 de mayo | 20:00 |
| A.B. Temuco Ñielol | 78 - 60  | C.D. Lautaro       | Bernardo O´Higgins                  | 9 de mayo | 20:00 |

| C.D. Achao    | 61 - 67 | C.D. Lautaro       | Gimnasio Municipal | 16 de mayo | 19:00 |
| C.D. Carahue  | 82 - 64 | CDS Osorno         | Municipal Olimpo   | 16 de mayo | 20:00 |
| C.M Gorbea    | 58 - 88 | A.B. Temuco Ñielol | Las Salinas        | 16 de mayo | 20:00 |
| C.E.M.Calbuco | 70 - 72 | Municipal Loncoche | Gimnasio Fiscal    | 16 de mayo | 20:00 |

| Municipal Loncoche | 70 - 75 | C.D. Achao    | Gimnasio Municipal                  | 23 de mayo | 20:00 |
| A.B. Temuco Ñielol | 77 - 37 | C.E.M.Calbuco | Universidad De La Frontera          | 23 de mayo | 20:00 |
| C.D. Lautaro       | 85 - 74 | C.D. Carahue  | Gimnasio Toqui                      | 23 de mayo | 20:00 |
| CDS Osorno         | 76 - 77 | C.M Gorbea    | Monumental María Gallardo Arismendi | 23 de mayo | 20:00 |

| C.D. Lautaro       | 110 - 77 | C.M Gorbea         | Gimnasio Toqui             | 30 de mayo | 20:00 |
| C.E.M.Calbuco      | 104 - 92 | CDS Osorno         | Fiscal Calbuco             | 30 de mayo | 20:00 |
| A.B. Temuco Ñielol | 78 - 57  | Municipal Loncoche | Universidad De La Frontera | 30 de mayo | 20:00 |
| C.D. Achao         | 93 - 60  | C.D. Carahue       | Gimnasio Municipal         | 30 de mayo | 19:00 |

| C.D. Carahue | 79 - 78  | C.E.M.Calbuco      | Municipal Olimpo                    | 6 de junio | 20:00 |
| C.D. Lautaro | 91 - 85  | Municipal Loncoche | Toqui                               | 6 de junio | 20:00 |
| CDS Osorno   | 45 - 104 | A.B. Temuco Ñielol | Monumental María Gallardo Arismendi | 6 de junio | 20:00 |
| C.M Gorbea   | 73 - 93  | C.D. Achao         | Las Salinas                         | 6 de junio | 20:00 |

### Segunda Rueda-Temporada Regular
La segunda rueda comenzara el día sábado 13 de junio y finalizara en finalizando el sábado 25 de julio para dar paso a los Playoffs 2015. Todos los equipos que en primera rueda jugaron de local, en esta segunda rueda jugaran de visita. también los partidos que están pendientes de la primera rueda, serán jugados paralelamente en esta fase.
| C.D. Achao         | 90 - 88  | C.E.M.Calbuco | Gimnasio Municipal   | 13 de junio | 20:00 |
| Municipal Loncoche | 75 - 67  | C.M Gorbea    | Gimnasio Municipal   | 13 de junio | 20:00 |
| C.D. Lautaro       | 111 - 53 | CDS Osorno    | Gimnasio Toqui       | 13 de junio | 20:00 |
| A.B. Temuco Ñielol | 86 - 52  | C.D. Carahue  | Universidad Autónoma | 13 de junio | 20:00 |

| A.B. Temuco Ñielol | 93 - 66 | C.D. Achao         | Universidad Autónoma                | 20 de junio | 20:00 |
| C.D. Carahue       | 91 - 84 | C.M Gorbea         | Municipal Olimpo                    | 20 de junio | 20:00 |
| C.E.M.Calbuco      | 81 - 78 | C.D. Lautaro       | Fiscal Calbuco                      | 20 de junio | 19:00 |
| CDS Osorno         | 69 - 61 | Municipal Loncoche | Monumental María Gallardo Arismendi | 20 de junio | 20:00 |

| C.D. Achao         | 89 - 51 | CDS Osorno         | Gimnasio Municipal | 27 de junio | 19:00 |
| C.M Gorbea         | 97 - 89 | C.E.M.Calbuco      | Gimnasio Municipal | 27 de junio | 20:00 |
| Municipal Loncoche | 82 - 76 | C.D. Carahue       | Gimnasio Municipal | 27 de junio | 20:00 |
| C.D. Lautaro       | 70 - 87 | A.B. Temuco Ñielol | Gimnasio Toqui     | 27 de junio | 20:00 |

| C.D. Lautaro       | 80 - 89 | C.D. Achao    | Gimnasio Toqui                      | 5 de julio  | 17:00 |
| CDS Osorno         | 55 - 78 | C.D. Carahue  | Monumental María Gallardo Arismendi | 16 de julio | 19:00 |
| A.B. Temuco Ñielol | 89 - 48 | C.M Gorbea    | Universidad Autónoma                | 5 de julio  | 18:00 |
| Municipal Loncoche | 20 - 0  | C.E.M.Calbuco | Gimnasio Municipal                  | 5 de julio  | 18:00 |

| C.D. Achao    | 71 - 65 | Municipal Loncoche | Gimnasio Municipal | 11 de julio | 19:00 |
| C.E.M.Calbuco | 2 - 0   | A.B. Temuco Ñielol | Fiscal Calbuco     | 11 de julio |       |
| C.D. Carahue  | 66 - 84 | C.D. Lautaro       | Municipal Olimpo   | 11 de julio | 20:00 |
| C.M Gorbea    | 95 - 70 | CDS Osorno         | Gimnasio Municipal | 11 de julio | 20:00 |

| C.M Gorbea         | 76 - 99  | C.D. Lautaro       | Gimnasio Municipal                  | 18 de julio | 20:00 |
| CDS Osorno         | 2 - 0    | C.E.M.Calbuco      | Monumental María Gallardo Arismendi | 18 de julio | 20:00 |
| Municipal Loncoche | 82 - 102 | A.B. Temuco Ñielol | Gimnasio Municipal                  | 18 de julio | 20:00 |
| C.D. Carahue       | 69 - 81  | C.D. Achao         | Municipal Olimpo                    | 18 de julio | 20:00 |

| C.E.M.Calbuco      | 0 - 2    | C.D. Carahue | Fiscal Calbuco       | 25 de julio | 20:00 |
| Municipal Loncoche | 89 - 87  | C.D. Lautaro | Gimnasio Toqui       | 25 de julio | 20:00 |
| A.B. Temuco Ñielol | 105 - 45 | CDS Osorno   | Universidad Autónoma | 25 de julio | 20:00 |
| C.D. Achao         | 94 - 53  | C.M Gorbea   | Gimnasio Municipal   | 25 de julio | 20:00 |

## Play Off
Los play off serán la postemporada 2015 de la segunda división de la Liga saesa. Comenzaran con semifinales el día 1 de agosto y finalizaran el día 1 de agosto (en caso de ser necesario un 3er partido) al mejor de 3 partidos en el formato 1-2 enfrentando el primero con el cuarto y el segundo con el tercero según posiciones en la tabla general de temporada regular. Enseguida comenzaran las finales al mejor de 3 partidos en el mismo formato de 1-2. el que se corone campeón asciende a primera división de Liga Saesa 2016.
|  | Semifinales                | Semifinales                | Semifinales                |            |                    | Final                        | Final                        | Final                        |  |
|  | 1 de agosto al 9 de agosto | 1 de agosto al 9 de agosto | 1 de agosto al 9 de agosto |            |                    | 15 de agosto al 23 de agosto | 15 de agosto al 23 de agosto | 15 de agosto al 23 de agosto |  |
|  |                            |                            |                            |            |                    |                              |                              |                              |  |
|  |                            |                            |                            |            |                    |                              |                              |                              |  |
|  | 1                          | A.B. Temuco Ñielol         | 2                          |            |                    |                              |                              |                              |  |
|  | 1                          | A.B. Temuco Ñielol         | 2                          |            |                    |                              |                              |                              |  |
|  | 4                          | Municipal Loncoche         | 1                          |            |                    |                              |                              |                              |  |
|  | 4                          | Municipal Loncoche         | 1                          |            | A.B. Temuco Ñielol | A.B. Temuco Ñielol           | 2                            |                              |  |
|  |                            |                            |                            |            | A.B. Temuco Ñielol | A.B. Temuco Ñielol           | 2                            |                              |  |
|  |                            |                            | C.D. Achao                 | C.D. Achao | 1                  |                              |                              |                              |  |
|  | 2                          | C.D. Achao                 | C.D. Achao                 | C.D. Achao | 1                  | 2                            |                              |                              |  |
|  | 2                          | C.D. Achao                 |                            |            |                    | 2                            |                              |                              |  |
|  | 3                          | C.D. Lautaro               | 0                          |            |                    |                              |                              |                              |  |
|  | 3                          | C.D. Lautaro               | 0                          |            |                    |                              |                              |                              |  |
|  |                            |                            |                            |            |                    |                              |                              |                              |  |

### A.B. Temuco Ñielolvs.Municipal Loncoche
| 1 de agosto de 2015 | Municipal Loncochel                                             | 63–78                | A.B. Temuco Ñielol                                            |                                                  |  |  |
|                     | Parciales: 16 - 22 12 - 23 16 - 14 19 - 19                      |                      |                                                               |                                                  |  |  |
|                     | Estadísticas Jose Aviles 18 Oscar Salgado 8 Nicolas Navarrete 3 | Reporte Pts Reb Asts | Estadísticas Felipe Acuña 28 Diego Urrutia 11 Diego Urrutia 3 | Pabellón: municipal loncoche, loncoche Árbitros: |  |  |
| serie 0 - 1         |                                                                 |                      |                                                               |                                                  |  |  |
|                     |                                                                 |                      |                                                               |                                                  |  |  |

| 8 de agosto de 2015 | A.B. Temuco Ñielol | 75–76 | Municipal Loncochel |                                                  |  |  |
|                     | Parciales:         |       |                     |                                                  |  |  |
|                     |                    |       |                     | Pabellón: Universidad Autónoma, Temuco Árbitros: |  |  |
| serie 1 - 1         |                    |       |                     |                                                  |  |  |
|                     |                    |       |                     |                                                  |  |  |

| 15 de agosto de 2015 | A.B. Temuco Ñielol | 73–70 | Municipal Loncochel |                                                  |  |  |
|                      | Parciales:         |       |                     |                                                  |  |  |
|                      |                    |       |                     | Pabellón: Universidad Autónoma, Temuco Árbitros: |  |  |
| serie 2 - 1          |                    |       |                     |                                                  |  |  |
|                      |                    |       |                     |                                                  |  |  |

### C.D. Achaovs.C.D. Lautaro
| 1 de agosto de 2015 | C.D. Lautaro                                                         | 82–85                | C.D. Achao                                                                             |                                      |  |  |
|                     | Parciales: 20 - 18 24 - 18 15 - 26 23 - 23                           |                      |                                                                                        |                                      |  |  |
|                     | Estadísticas Edgardo Astete 23 Gabriel Hernández 11 Giglio Linfati 7 | Reporte Pts Reb Asts | Estadísticas Edward Oyarso 31 Bjekoslav Rafaeli 17 Bjekoslav Rafaeli, Álvaro Venegas 2 | Pabellón: El Toqu, Lautaro Árbitros: |  |  |
| serie 0 - 1         |                                                                      |                      |                                                                                        |                                      |  |  |
|                     |                                                                      |                      |                                                                                        |                                      |  |  |

| 8 de agosto de 2015 | C.D. Achao | 117–72 | C.D. Lautaro |                                               |  |  |
|                     |            |        |              |                                               |  |  |
|                     |            |        |              | Pabellón: Gimnasio Municipal, Achao Árbitros: |  |  |
| serie 2 - 0         |            |        |              |                                               |  |  |
|                     |            |        |              |                                               |  |  |

## Finales

### C.D. Achaovs.A.B. Temuco Ñielol
| 15 de agosto de 2015 | C.D. Achao | 85–74 | A.B. Temuco Ñielol |                                               |  |  |
|                      |            |       |                    |                                               |  |  |
|                      |            |       |                    | Pabellón: Gimnasio Municipal, Achao Árbitros: |  |  |
| serie 1 - 0          |            |       |                    |                                               |  |  |
|                      |            |       |                    |                                               |  |  |

| 22 de agosto de 2015 | A.B. Temuco Ñielol | 77–49 | C.D. Achao |                                                  |  |  |
|                      |                    |       |            |                                                  |  |  |
|                      |                    |       |            | Pabellón: Universidad Autónoma, Temuco Árbitros: |  |  |
| serie 1 - 0          |                    |       |            |                                                  |  |  |
|                      |                    |       |            |                                                  |  |  |

| 23 de agosto de 2015 | A.B. Temuco Ñielol | 65–60 | C.D. Achao |                                                  |  |  |
|                      |                    |       |            |                                                  |  |  |
|                      |                    |       |            | Pabellón: Universidad Autónoma, Temuco Árbitros: |  |  |
| serie 1 - 0          |                    |       |            |                                                  |  |  |
|                      |                    |       |            |                                                  |  |  |

## Campeón y ascendido
| A.B. Temuco Ñielol |